# Космос-3М
«Ко́смос-3М»  (Индекс ГРАУ — 11К65М) — двухступенчатая одноразовая ракета-носитель космического назначения лёгкого класса, предназначенная для выведения автоматических космических аппаратов (КА) на эллиптические и круговые околоземные орбиты высотой до 1700 км с наклонениями плоскости орбиты 66°, 74° и 83°. Масса полезной нагрузки до 1500 кг.

## История создания

### Космос-1 (65С3)
Создание ракеты-носителя среднего класса стало необходимым после того, как к тяжёлому (на то время) носителю «Восход» добавилась ракета-носитель лёгкого класса 63С1 (тогда ещё не имевшая названия «Космос»). Разработка носителя, как и в случае с ракетой 63С1, была поручена инженерам ОКБ-586 (сейчас ГКБ «Южное»). Эскизный проект носителя, получившим внутренний индекс КБ «Южное» 65С3, для вывода малых и средних КА массой от 100 до 1500 кг на круговые (высотой от 200 км до 2000 км) и эллиптические орбиты был разработан к апрелю 1961 года на базе одноступенчатой баллистической ракеты среднего радиуса действия Р-14 (8К65) и утверждён Постановлением ЦК КПСС и Совета Министров СССР № 984—425 от 30 октября 1961 года и Комиссией Президиума Совета Министров от 12 июля 1962 года.
ОКБ-586 разрабатывало и выпускало конструкторскую документацию по ракете до осени 1962 года. Затем, в связи с загруженностью работами (это происходило в преддверии Карибского кризиса) по созданию ракет Р-36 и Р-56 и поскольку эта работа несколько выпадала из главного направления деятельности предприятия (создание боевых баллистических ракет), генеральный конструктор ОКБ-586 Михаил Янгель предложил передать производство ракеты 65С3 в ОКБ-10 (сейчас ОАО «Информационные спутниковые системы») под руководством Михаила Решетнёва. Первые 14 носителей были изготовлены на опытном производстве с участием «Красмашзавода». В 1966 году их изготовление было полностью передано на «Красмашзавод», а с 1971 года производство ракет было передано на ПО «Полет» (г. Омск).
Всего было совершено 8 запусков ракеты-носителя «Космос», из них один был неудачным.
| Дата/время (ДМВ)        | Серийный | Полезная нагрузка | Индекс КА                                         | Результат | Примечание                |
| ----------------------- | -------- | ----------------- | ------------------------------------------------- | --------- | ------------------------- |
| 18 августа 1964, 09:15  | 02Л      | 3 × Стрела-1      | Космос-38 Космос-39 Космос-40                     | Успешно   |                           |
| 23 октября 1964         | 01Л      | 3 × Стрела-1      | присвоен не было                                  | Аварийный | Причина аварии неизвестна |
| 21 февраля 1965, 11:00  | 03Л      | 3 × Стрела-1      | Космос-54 Космос-55 Космос-56                     | Успешно   |                           |
| 15 марта 1965, 11:00    | 04Л      | 3 × Стрела-1      | Космос-61 Космос-62 Космос-63                     | Успешно   |                           |
| 16 июля 1965, 03:31     | 05Л      | 5 × Стрела-1      | Космос-71 Космос-72 Космос-73 Космос-74 Космос-75 | Успешно   |                           |
| 3 сентября 1965, 14:00  | 07ЛС     | 5 × Стрела-1      | Космос-80 Космос-81 Космос-82 Космос-83 Космос-84 | Успешно   |                           |
| 18 сентября 1965, 07:59 | 08ЛС     | 5 × Стрела-1      | Космос-86 Космос-87 Космос-88 Космос-89 Космос-90 | Успешно   |                           |
| 28 декабря 1965, 12:30  | 09ЛП     | 1 × Стрела-2      | Космос-103                                        | Успешно   |                           |

### Космос-3 (11К65)
Разработка ракетного комплекса третьего поколения велась в два этапа. На первом был создан носитель 11К65 «Космос-3». На втором — 11К65М «Космос-3М».
Конструкторская документация на новое изделие 11К65 была выпущена ОКБ-10 в 1962 году. Лётно-конструкторские испытания были начаты 18 августа 1964 года с пусковой установки № 15 площадки № 41 5-го НИИП (Байконур) с приспособленного старта (разработчик — КБ НКМЗ). Экспериментальная отработка и изготовление 10 летных ракет, получивших индекс 11К65 (РН «Космос-3») проводились совместно с ОКБ-10 при головной роли ОКБ-586. В рамках проекта 11К65 двигатель 8Д514 для ракеты Р-14 был модифицирован и получил индекс 11Д614. Производство двигателя 11Д614 осуществлялось на заводе «Южмаш» (г. Днепропетровск, Украина). На второй ступени носителя был установлен многофункциональный ЖРД 11Д47 разработки ОКБ-2, отработанный на «Красмаше».
Трансформация боевой ракеты в ракету-носитель была осуществлена путём установки на частично доработанную первую ступень вновь разработанной второй ступени. Ступени соединяются последовательно через цилиндрический переходный отсек. Топливный отсек II ступени — единый с промежуточным днищем, разделяющим его на полости «Окислитель» и «Горючее». Двигатель II ступени крепится непосредственно к нижнему коническому днищу топливного отсека. Приборный отсек размещается над топливным отсеком. На него опираются рама для полезного груза и головной обтекатель, сбрасываемый на высоте 75 км.
Инженеры ОКБ-10 впервые в СССР предложили оригинальное техническое решение, позволяющее запускать спутники на круговые орбиты путём введения «пунктирного» участка стабилизированного полета. Для реализации идеи была принята двухимпульсная схема включения маршевого двигателя второй ступени: первый импульс формирует эллиптическую траекторию, в апогее которой вторым включением аппарат переводится на круговую орбиту.
Трёхрежимный двигатель (два включения на номинальной тяге и работа в дроссельном режиме) 11Д49 был разработан в ОКБ-2 (ныне МКБ «Факел»), а изготавливали его на «Красмаше», который выпускал ЖРД вплоть до 1992 года. В ОКБ-10 разработали систему малой тяги, обеспечившую стабилизированный полет между двумя включениями маршевого ЖРД. Топливо для этой системы располагалось в двух специальных баках, подвешенных на внешней поверхности основного бака второй ступени.
Порядок работы двигателя II ступени выглядел так:
1. основной. На этом режиме двигатель в полете может работать дважды. При выведении ИСЗ на высокую круговую орбиту первое включение двигателя формирует траекторию промежуточной орбиты в апогее. Второе включение двигателя переводит вторую ступень ракеты с ИСЗ на круговую орбиту.
2. режим работы рулевых камер. Используется для стабилизации полета ракеты до, во время и после работы двигателя на первом режиме.
3. режим малой тяги. Используется для ориентации ракеты и создания незначительных ускорений, обеспечивающих возможность повторного запуска двигателя на основной режим.

В системе управления РН впервые применены электронные счетно-решающие приборы, обеспечивающие более точное выведение космического аппарата на заданные орбиты [~40 км — по высоте, ~30 с — по периоду обращения]. РН могла выводить на орбиту одновременно до восьми КА.
Всего с 1966 по 1968 было осуществлено 6 запусков с космодрома Байконур, из них 2 неудачны. В частности, был успешно запущен Вертикальный космический зонд.

## Космос-3М (11К65М)
Параллельно с 11К65 на ПО «Полет» (г. Омск) велась разработка конструкторской документации на модернизированный вариант носителя. Ракета получила индекс 11К65М («Космос-3М»). 15 мая 1967 года РН 11К65М, успешно запущенная с ПУ № 2 площадки № 132 53-го НИИП (Плесецк), вывела на орбиту ИСЗ «Космос-158». В 1968 году документация и право на авторское сопровождение производства ракеты 11К65М были переданы в ПО «Полет», которое немедленно приступило к серийному выпуску ракеты. Штатная эксплуатация осуществлялась с 1970 года с космодрома Плесецк. Старт 26 января 1973 года с ПУ № 1 площадки № 107 стал первым запуском ракеты 11К65М с космодрома Капустин Яр, где был сооружён стационарный старт с подвижными башнями обслуживания разработки КБТМ (СК «Восход»). Постановлением ЦК КПСС и Совмина СССР № 949—321 от 30 декабря 1971 года ракета-носитель 11К65М была принята на вооружение в составе космического комплекса специального назначения «Восход». В 1972 г. разработка 11К65М была отмечена Государственной премией СССР в области науки и техники.
«Космос-3М» (индекс 11К65М) является одной из наиболее часто используемых ракет-носителей для запуска российских военных спутников. Эта универсальная жидкостная ракета лёгкого класса предназначена для выведения автоматических космических аппаратов различного назначения массой до 1500 кг на круговые, эллиптические и солнечно-синхронные орбиты высотой до 1700 км. Длина ракеты 32,4 метра, диаметр — 2,5 метра, стартовая масса — 109 000 кг.
I ступень этой ракеты-носителя оснащена маршевым двигателем 11Д614 (РД-216М), состоящим из двух двухкамерных жидкостных ракетных двигателей 11Д613 (РД-215М). Длина первой ступени — 22,48 м, диаметр — 2,5 м, масса без топлива составляет 5340 кг, а стартовая масса — 86 500 кг.
II ступень оснащена жидкостным ракетным двигателем 11Д49. Длина ступени 4,2 м, диаметр 2,5 м, масса без топлива 1720 кг, стартовая масса 18 900 кг. Выведение космических аппаратов ракетой-носителем «Космос-3М» производится с космодрома Плесецк и полигона Капустин Яр. На обеих её ступенях установлены маршевые жидкостные ракетные двигатели (ЖРД) открытого цикла с турбонасосной подачей долгохранимого самовоспламеняющегося топлива (окислитель — 27 % раствор тетроксида азота в азотной кислоте (АК-27И), горючее — несимметричный диметилгидразин (НДМГ)). Система управления — инерциальная. Управление на участке работы первой ступени РН осуществляется с помощью четырех графитовых газовых рулей, на участке работы второй ступени — с помощью четырех двигателей малой тяги, имеющих автономные баки с вытеснительной системой подачи топлива.
РН «Космос-3М» (наименование «Космос-3М» впервые было заявлено в апреле 1994 года) — на сегодняшний день единственная из всех ракет семейства «Космос», которая в настоящее время используется для запусков космических аппаратов. Последний пуск ракеты «Космос-3М» состоялся 27 апреля 2010 года, когда ракета вывела на орбиту российский военный спутник «Космос-2463». Производство ракет-носителей «Космос-3М», работающих на ядовитом топливе, в России было прекращено. Планируется, что запас этих носителей, который составляет около десяти единиц, будет использован до 2012 года.
До сегодняшнего дня[когда?] осуществлено более 420 пусков РН «Космос-3М». Из них 397 были успешными, 5 — частично успешными, 4 аварийных пуска с выведением КА на орбиту и 18 аварийных пусков. Запущено более 400 космических аппаратов различного назначения: серии «Надежда», международной системы спасения «КОСПАС-САРСАТ», геодезических, навигационно-связных и других КА военного назначения, индийских спутников Aryabhata, Bhaskara и Bhaskara 2, французского КА Signe-3, шведских Astrid и Astrid 2, американских FAISat и FAISat-2V, мексиканского Unamsat-2, итальянских MegSat-0 и MITA, германских Tubsat B, Abrixas и CHAMP, британского SNAP-1, китайского Tsing Hua 1.

## Последние запуски
11 сентября 2007 года состоялся пуск РН «Космос-3М», доставившей на орбиту российский военный спутник «Космос-2429».
27 марта 2008 года в 20:15 по московскому времени с космодрома Плесецк силами Космических войск и представителей ракетно-космической промышленности России произведён пуск ракеты-носителя «Космос-3М» с выводом на орбиту космического аппарата «SAR-Lupe».
19 июня 2008 года с космодрома Капустин Яр был осуществлён запуск РН «Космос-3М» с выводом на орбиту шести спутников связи американской телекоммуникационной компании Orbcomm.
27 апреля 2010 года в 05:05 по московскому времени с космодрома Плесецк состоялся последний пуск РН «Космос-3М», доставившей на орбиту российский военный спутник «Космос-2463».

## Память
Ракета-носитель «Космос» установлена на пьедестал:
- в Омске как монумент в честь 70-летия основания ПО "Полет";
- в Красноярске на площади Котельникова перед зданием Сибирского государственного аэрокосмического университета.
- в Ленинградской области в учебном центре Военно-космической академии имени А. Ф. Можайского
- в парке "Патриот" (Военно-патриотический парк культуры и отдыха Вооружённых Сил Российской Федерации «Патриот»). см. РАКЕТА «КОСМОС-3М» К ПОЛЕТУ ГОТОВА https://patriotp.ru/novosti/raketa-kosmos-3m-k-poletu-gotova/